# 特雷伯爾湖
52°28′13″N 12°47′36″E / 52.470333°N 12.793281°E

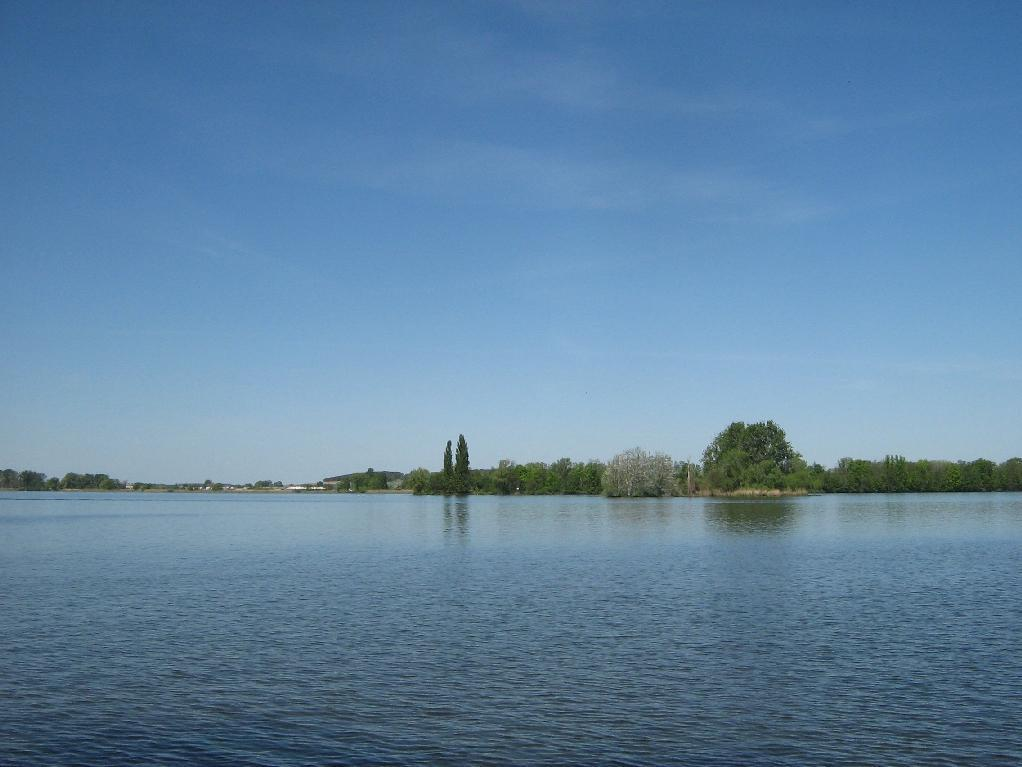

特雷伯爾湖（德語：Trebelsee），是德國的湖泊，位於該國西南部，由勃蘭登堡州負責管轄，距離首都柏林40公里，長2.5公里、寬1.2公里，平均水深2米，最大水深4米。